# Kolejowy most zwodzony nad Regalicą
Kolejowy most zwodzony nad Regalicą – most kolejowy w Szczecinie, nad Regalicą (ramieniem Odry), istniejący w latach 1877–2023 (z przerwą 1945–1949). Był to najdłużej funkcjonujący most zwodzony w Polsce i ostatni taki obiekt z napędem mechanicznym w Europie. Rozebrany i zastąpiony przez stały most kolejowy im. dr. inż. Andrzeja Krefta, otwarty w 2023 roku.
Przez most prowadziła linia kolejowa nr 273 (Wrocław–Szczecin). Łączył Prawobrzeże (dzielnicę Podjuchy) z wyspą Zaleskie Łęgi (dalej w kierunku północnym m.in. port szczeciński oraz stacja Szczecin Główny).

## Charakterystyka
Został zbudowany wraz z linią kolejową nr 273 Wrocław–Szczecin w 1877 r. Piąte przęsło było wówczas obrotowe, podczas modernizacji w latach 1933–1935 zostało ono zastąpione przęsłem zwodzonym z przeciwwagą. Most nie ma własnej nazwy. Czasami jest potocznie nazywany mostem wrocławskim (od linii kolejowej, na której został wzniesiony). Znajduje się na trasie ze stacji Szczecin Port Centralny przed wjazdem na Szczecin Podjuchy. W 1945 r., podobnie jak inne mosty w mieście, został wysadzony w powietrze przez wycofujących się Niemców. Został zrekonstruowany w 1949 r.
Mechanizm podnoszenia mostu jest rozwiązany w bardzo oryginalny sposób – po obu stronach toru naprzeciw siebie na niewielkiej wysokości znajdują się dwa wycinki kół zębatych, do których sztywno przymocowana jest część podnoszona. Przetaczanie po bieżniach – listwach zębatych powoduje podnoszenie przęsła. Ciężar części podnoszonej zrównoważony jest przez masywną przeciwwagę, która w pozycji otwartej zajmuje pozycję tuż nad główkami szyn, natomiast w pozycji zamkniętej wznosi się nad torem na wysokości umożliwiającej przejazd pociągu pod nią.
Aby umożliwić przejazd pociągów elektrycznych przez most, zastosowano nietypowe rozwiązanie sieci trakcyjnej. Ruchoma przeciwwaga wymusiła zastosowanie sieci odchylanej na dojeździe do przęsła podnoszonego, natomiast na samym tym przęśle zastosowano zamiast przewodu jezdnego sztywny przewodnik w postaci dwóch ceowników. Ze względów bezpieczeństwa (w pozycji otwartej część przewodnika znajduje się tuż nad poziomem toru) konstrukcja jest uziemiona i przejazd pociągów elektrycznych odbywa się rozpędem i teoretycznie bez konieczności składania pantografów. Jednak z powodu niedopracowania i dużego ryzyka połamania odbieraków obowiązuje nakaz opuszczania pantografów przed wjazdem na most.
Most składa się z pięciu przęseł, jego całkowita długość to ok. 262 m, przęsło zwodzone ok. 17,5 m. 
Most był głównym tematem krótkometrażowego filmu Most nominowanego do Oscara w 2004 w kategorii Najlepszy krótkometrażowy film aktorski roku 2003.
W czerwcu 2010 roku na skutek uderzenia barki most został poważne uszkodzony i wymagał naprawy.

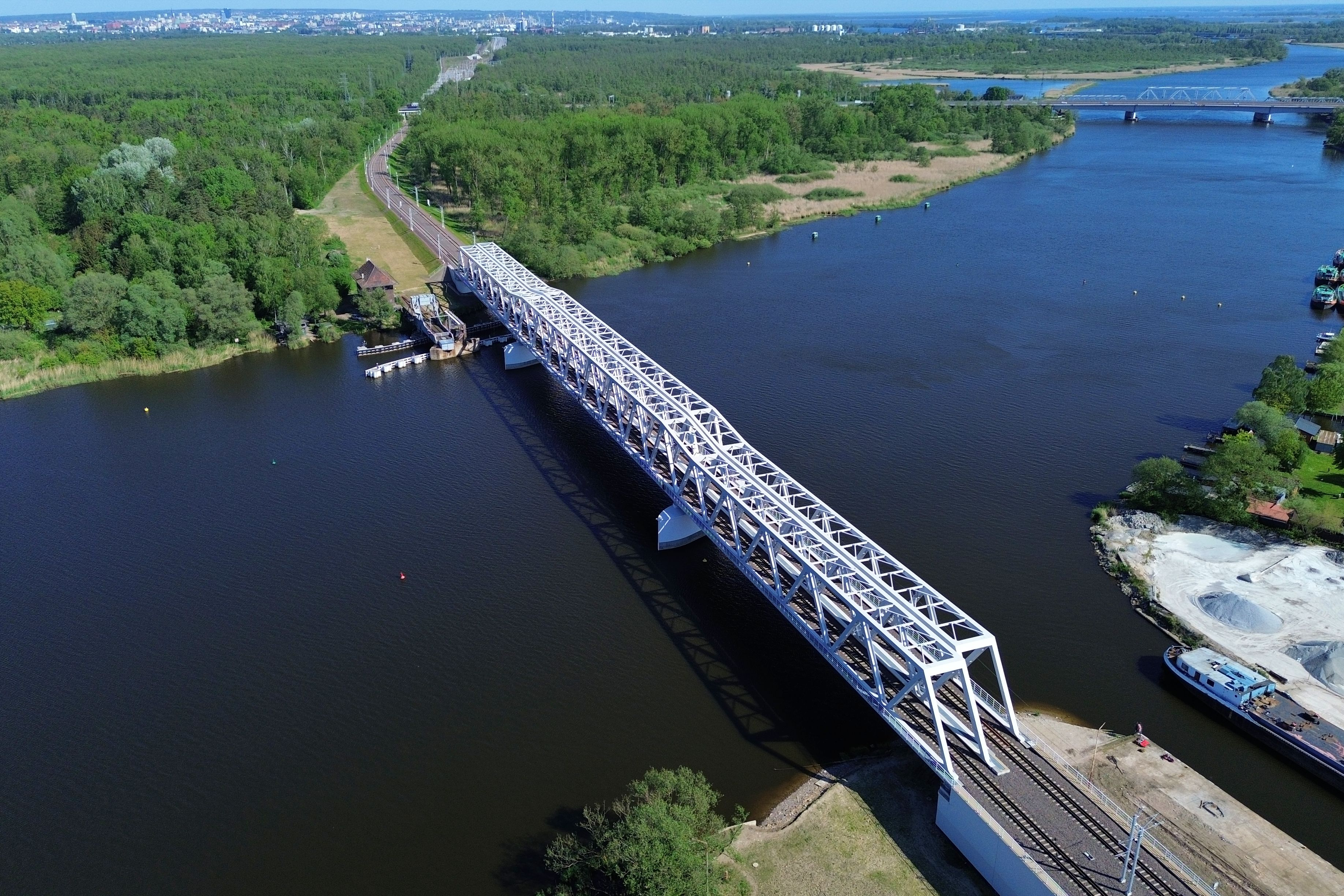
Nowy, stały most kolejowy im. dr. inż. Andrzeja Krefta. Na przeciwległym brzegu widoczne zachowane, podnoszone przęsło starego mostu

25 stycznia 2023 most został zamknięty dla ruchu pociągów. Pozostawione zostało przęsło zwodzone, a pozostałą część rozebrano. 10 grudnia 2023 r. otwarto nowo wybudowany, wyższy most z dwoma torami, na których dopuszczono prędkość 120 km/h. 16 maja 2024 mostowi nadano imię dr. inż. Andrzeja Krefta.

## Sekwencja podnoszenia mostu

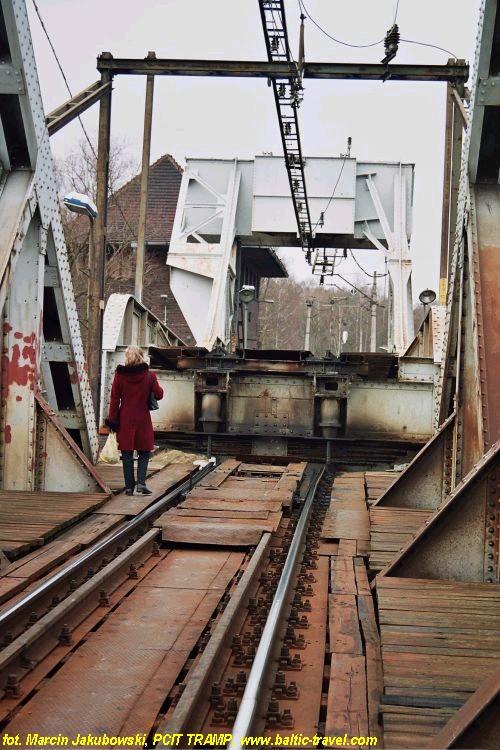
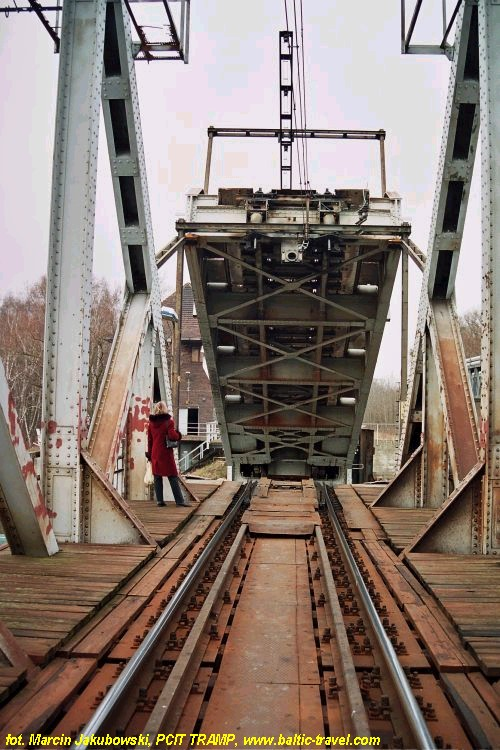
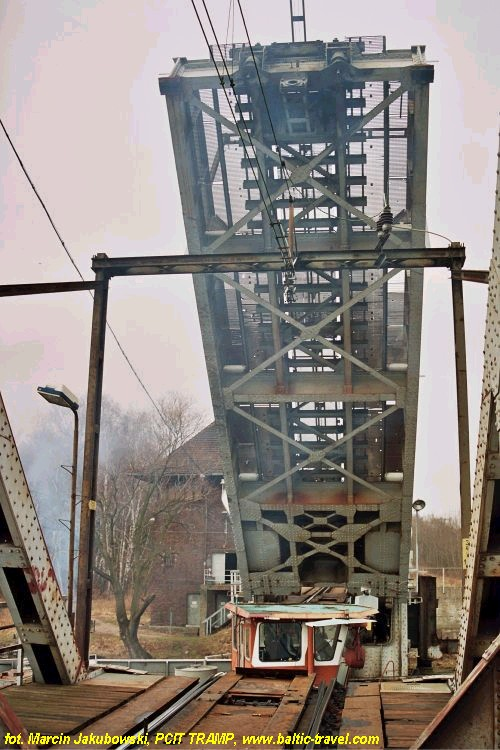